# Vedbläcksvamp
Vedbläcksvamp (Coprinellus domesticus) är en svampart som först beskrevs av James Bolton, och fick sitt nu gällande namn av Vilgalys, Hopple & Jacq. Johnson 2001. Vedbläcksvamp ingår i släktet Coprinellus och familjen Psathyrellaceae.  Arten är reproducerande i Sverige. Inga underarter finns listade i Catalogue of Life.

## Källor

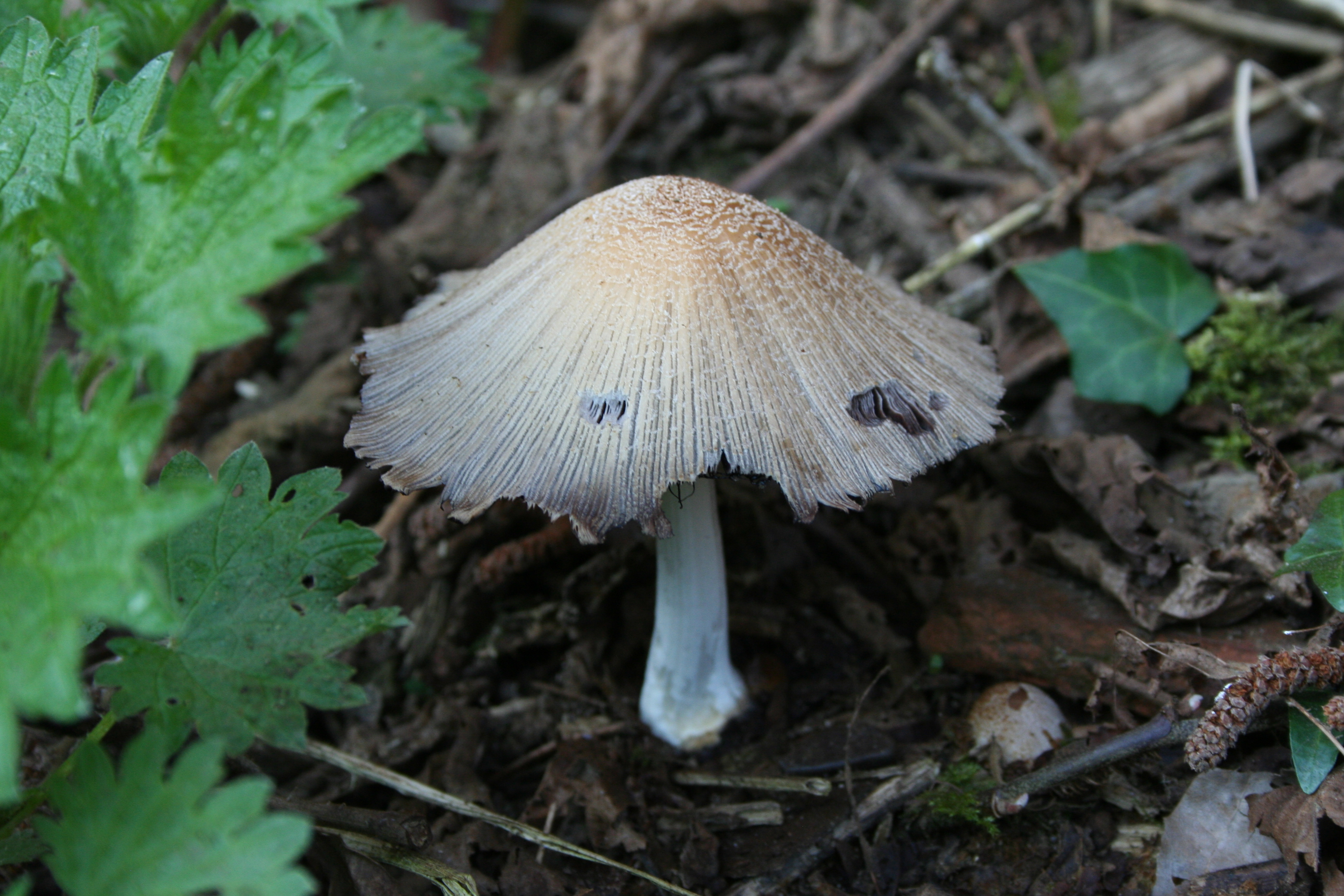
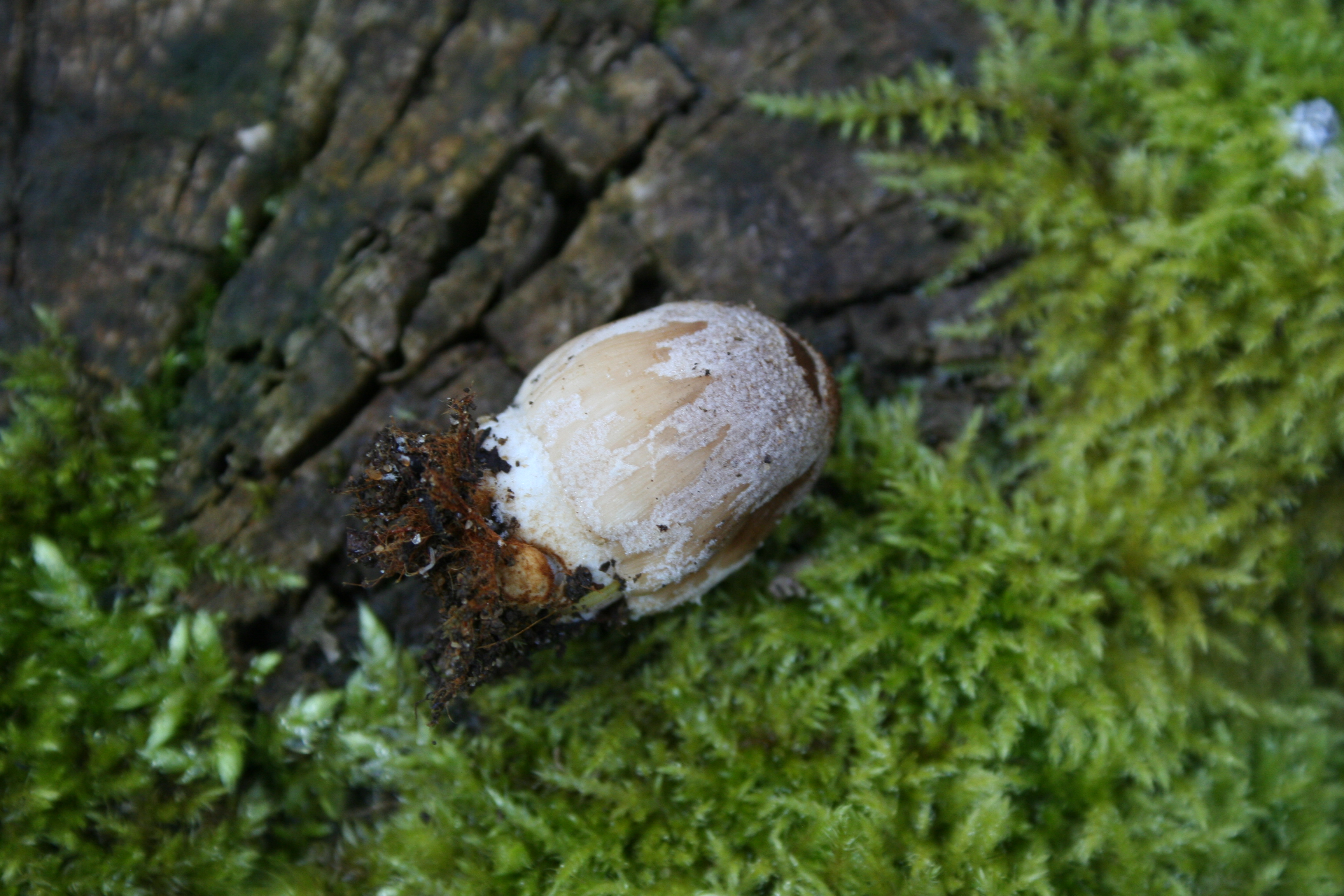